# Exochus mandschukuonis
Exochus mandschukuonis är en stekelart som beskrevs av Tohru Uchida 1942. Exochus mandschukuonis ingår i släktet Exochus och familjen brokparasitsteklar. Inga underarter finns listade i Catalogue of Life.